# Tantrix
Tantrix je igra sestavljanka, ki jo je leta 1987 izumil Novozelandec Mike McManaway. Igra vsebuje 56 različnih oštevilčenih ploščic v obliki pravilnega šestkotnika. Vsaka ploščica vsebuje tri črte v eni od štirih barv: rdeča, modra, rumena in zelena.
Namen igre je sestaviti najdaljšo neprekinjeno pot oziroma zanko v svoji barvi. Vsak igralec (dva do štiri) sestavlja zanko svoje barve. Zmaga tisti z najdaljšo zanko. Ploščice, ki jih vlečemo iz vrečke, prilagamo k že postavljenim in pazimo, da se barvno ujemajo, nekatere poteze niso dovoljene.
Igro je možno igrati na spletu, obstajajo tudi turnirji in prvenstva, vključno s svetovnim prvenstvom. 